# Florêncio (cônsul em 515)
Florêncio (em latim: Florentius) foi um oficial bizantino do século VI que desempenhou função no Ocidente. É citado como um cônsul em 515 com Procópio Antêmio no Oriente. Quiçá era pai de Constancíolo, o mestre dos soldados e duque da Mésia Secunda.